# Роузбад (округ, Монтана)
Шаблон:StateAbbr_ 46°14′ пн. ш. 106°43′ зх. д. / 46.23° пн. ш. 106.72° зх. д.
Округ  Роузбад (англ. Rosebud County) — округ (графство) у штаті  Монтана, США. Ідентифікатор округу 30087. 

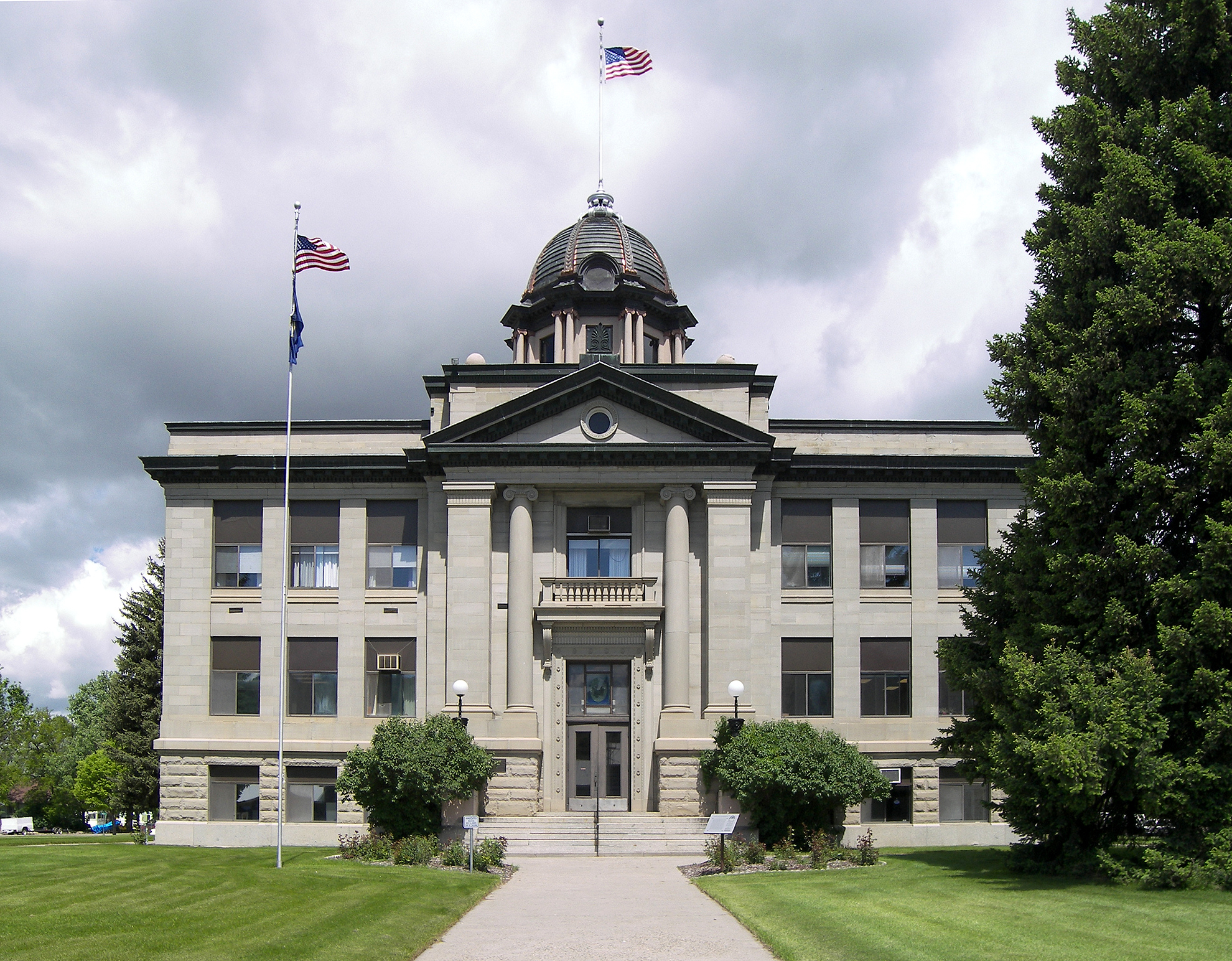

## Історія
Округ утворений 1901 року.

## Демографія
За даними перепису 
2000 року 
загальне населення округу становило 9383 осіб, усе сільське.
Серед мешканців округу чоловіків було 4712, а жінок — 4671. В окрузі було 3307 домогосподарств, 2417 родин, які мешкали в 3912 будинках.
Середній розмір родини становив 3,34.
Віковий розподіл населення поданий у таблиці:
| Стать    | До 15 років | 15-21 | 22-29 | 30-39 | 40-49 | 50-65 | 65-85 | Понад 85 |
| -------- | ----------- | ----- | ----- | ----- | ----- | ----- | ----- | -------- |
| Чоловіки | 1292        | 530   | 322   | 557   | 793   | 811   | 377   | 30       |
| Жінки    | 1250        | 495   | 368   | 605   | 802   | 725   | 368   | 58       |

## Виноски
1. 1 2  State & County QuickFacts. US Census Bureau. Архів оригіналу за 17 липня 2011. Процитовано 13 вересня 2013.(англ.) Наведено за англійською вікіпедією.
2. ↑  US Decennial Census. US Census Bureau. Архів оригіналу за 12 травня 2015. Процитовано 29 листопада 2014.
3. ↑  Historical Census Browser. University of Virginia Library. Архів оригіналу за 11 серпня 2012. Процитовано 29 листопада 2014.
4. ↑  Population of Counties by Decennial Census: 1900 to 1990. US Census Bureau. Архів оригіналу за 22 вересня 2018. Процитовано 29 листопада 2014.
5. ↑  Census 2000 PHC-T-4. Ranking Tables for Counties: 1990 and 2000 (PDF). US Census Bureau. Архів оригіналу (PDF) за 18 грудня 2014. Процитовано 29 листопада 2014.
6. ↑  American FactFinder. Бюро перепису населення США. Архів оригіналу за 26 лютого 2012. Процитовано 31 січня 2008.

| США | Це незавершена стаття з географії США. Ви можете допомогти проєкту, виправивши або дописавши її. |